# Innocent Love
Innocent Love est le quatrième single international de la chanteuse Sandra. Il apparaît en 1986 sur son deuxième album studio et plus tard dans une version remixée sur son album remix  Reflections - Reproduced Hits. La chanson sort en tant que single principal de son deuxième album studio en juin 1986 par Virgin Records. "Innocent Love" est écrit par Hubert Kemmler, U. Herter, S. Muller et Klaus Hirschburger et produit par Michael Cretu et Armand Volker.
La chanson devient un autre succès pour Sandra. En Allemagne, le titre atteint son apogée dans le top 20 à la 11e place. En Italie, en Norvège et en France, la chanson entre dans le top 10 et atteint respectivement les places 9, 6 et 10. Le single connaît un grand succès dans toute l'Europe, mais au Royaume-Uni, il ne sort pas en single.

## Formats et listes des pistes
Single 7"

1. "Innocent Love" – 3:50
2. "Innocent Theme" (instrumental) – 3:26

Single 12"

1. "Innocent Love" (extended mix) – 6:47
2. "Innocent Theme" (instrumental) – 3:26

## Classement
| Classement (1986) | Meilleur position |
| ----------------- | ----------------- |
| France            | 10                |
| Allemagne         | 11                |
| Italie            | 9                 |
| Norvège           | 6                 |
| Suisse            | 14                |